# Foussignac
Foussignac és un municipi francès situat al departament del Charente i a la regió de la Nova Aquitània. L'any 2007 tenia 591 habitants.

## Demografia

### Població
El 2007 la població de fet de Foussignac era de 591 persones. Hi havia 224 famílies de les quals 44 eren unipersonals (24 homes vivint sols i 20 dones vivint soles), 88 parelles sense fills, 80 parelles amb fills i 12 famílies monoparentals amb fills.
La població ha evolucionat segons el següent gràfic:
Habitants censats

### Habitatges
El 2007 hi havia 258 habitatges, 228 eren l'habitatge principal de la família, 13 eren segones residències i 17 estaven desocupats. 255 eren cases i 2 eren apartaments. Dels 228 habitatges principals, 204 estaven ocupats pels seus propietaris, 18 estaven llogats i ocupats pels llogaters i 6 estaven cedits a títol gratuït; 2 tenien una cambra, 9 en tenien dues, 24 en tenien tres, 65 en tenien quatre i 128 en tenien cinc o més. 180 habitatges disposaven pel capbaix d'una plaça de pàrquing. A 85 habitatges hi havia un automòbil i a 128 n'hi havia dos o més.

### Piràmide de població
La piràmide de població per edats i sexe el 2009 era:
| Homes | Edats   | Dones |
| ----- | ------- | ----- |
| 0     | 95 o +  | 0     |
| 0     | 90 a 94 | 0     |
| 0     | 85 a 89 | 4     |
| 0     | 80 a 84 | 4     |
| 8     | 75 a 79 | 24    |
| 20    | 70 a 74 | 8     |
| 16    | 65 a 69 | 8     |
| 4     | 60 a 64 | 16    |
| 12    | 55 a 59 | 12    |
| 36    | 50 a 54 | 28    |
| 24    | 45 a 49 | 20    |
| 24    | 40 a 44 | 32    |
| 28    | 35 a 39 | 16    |
| 16    | 30 a 34 | 16    |
| 20    | 25 a 29 | 16    |
| 24    | 20 a 24 | 12    |
| 12    | 15 a 19 | 16    |
| 16    | 10 a 14 | 16    |
| 8     | 5 a 9   | 16    |
| 16    | 0 a 4   | 8     |

## Economia
El 2007 la població en edat de treballar era de 400 persones, 295 eren actives i 105 eren inactives. De les 295 persones actives 266 estaven ocupades (134 homes i 132 dones) i 29 estaven aturades (18 homes i 11 dones). De les 105 persones inactives 52 estaven jubilades, 23 estaven estudiant i 30 estaven classificades com a «altres inactius».

### Ingressos
El 2009 a Foussignac hi havia 238 unitats fiscals que integraven 604,5 persones, la mediana anual d'ingressos fiscals per persona era de 18.671 €.

### Activitats econòmiques
Dels 21 establiments que hi havia el 2007, 1 era d'una empresa extractiva, 2 d'empreses alimentàries, 2 d'empreses de fabricació d'altres productes industrials, 5 d'empreses de construcció, 4 d'empreses de comerç i reparació d'automòbils, 3 d'empreses d'informació i comunicació, 3 d'entitats de l'administració pública i 1 d'una empresa classificada com a «altres activitats de serveis».
Dels 2 establiments de servei als particulars que hi havia el 2009, 1 era un paleta i 1 fusteria.
Els 2 establiments comercials que hi havia el 2009 eren fleques.
L'any 2000 a Foussignac hi havia 32 explotacions agrícoles que ocupaven un total de 999 hectàrees.

## Poblacions més properes
El següent diagrama mostra les poblacions més properes.